# Tempelwirtschaft
In der Assyriologie und Vorderasiatischen Archäologie bezeichnet Tempelwirtschaft unter anderem eine geschichtswissenschaftliche These, der gemäß im sumerischen Mesopotamien jede ökonomische Tätigkeit auf die Tempel ausgerichtet gewesen sei. Diese   Zentralverwaltungswirtschaft sei dem theokratischen  Grundgedanken entsprungen, dass das ganze Gemeinwesen einer Gottheit oder einer Götterfamilie als uneingeschränkter Besitz eigen sei, die vom ensik, dem Priesterfürsten des jeweiligen Stadtstaats, repräsentiert würden. Die Beziehung zwischen den Gottheiten und ihren irdischen Statthaltern habe damit der zwischen Gutsherren und Gutsverwaltern entsprochen.

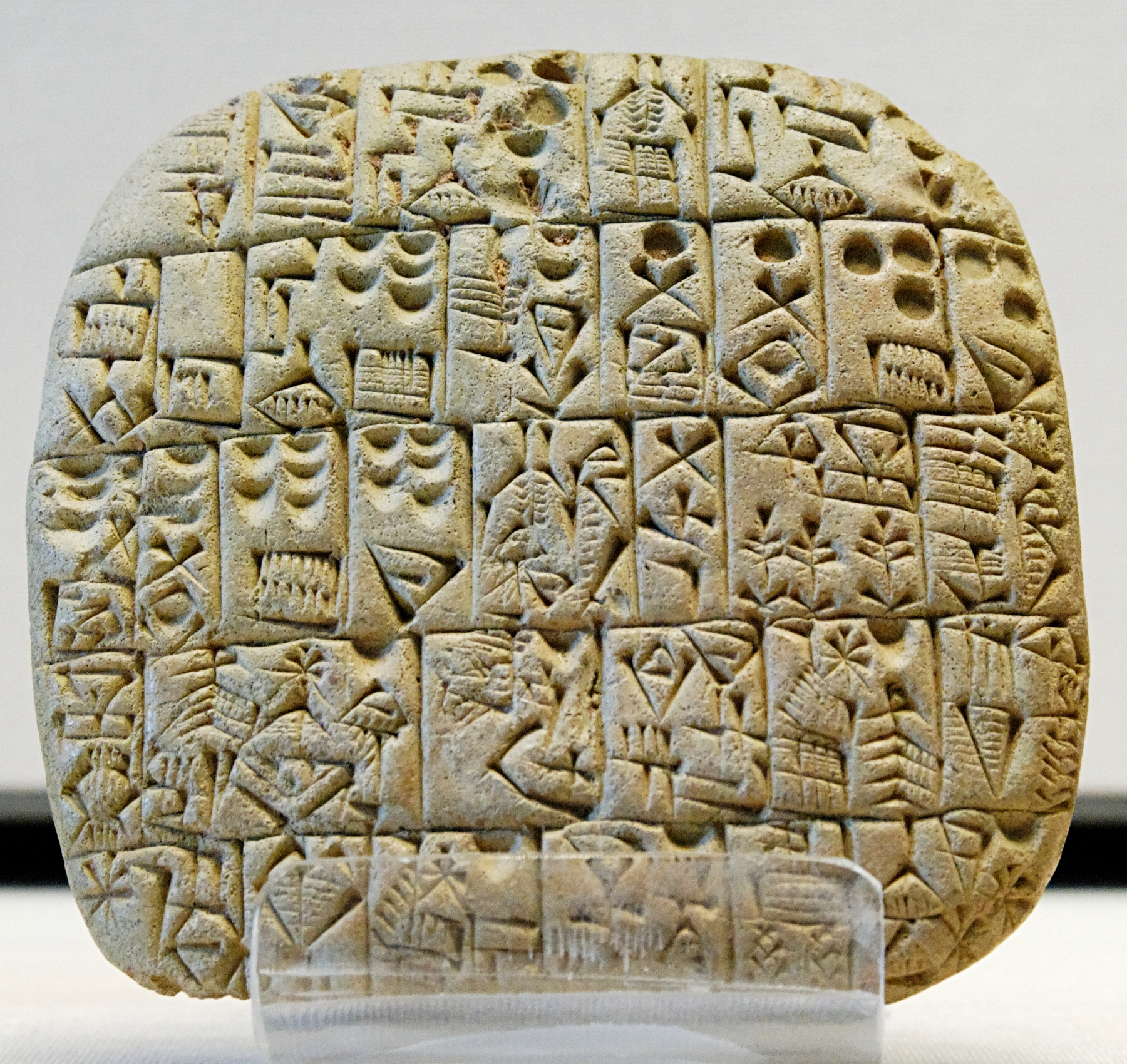
Keilschrifttäfelchen mit Grundstücksvertrag, Schuruppak, um 2600 v. Chr.

Die These wurde Anfang des 20. Jahrhunderts entwickelt, nachdem in Tello (heute Girsu) solcherart zu deutende Texte gefunden worden waren, die sich ins 24. Jahrhundert v. Chr. datieren lassen. Aufgrund der ältesten beschriebenen Tontafeln aus dem Tempelbereich von Uruk, die ebenfalls aus dem Zusammenhang einer Wirtschaftsverwaltung stammten, wurde angenommen, dass die Tempelwirtschaft in Mesopotamien seit dem 4. Jahrtausend v. Chr. eine allgemeingültige Erscheinung gewesen sei.
Diese Annahme ist gegen Ende des 20. Jahrhunderts verstärkt in die Kritik geraten, wenn auch nicht verschwunden. Anhand archäologischer Funde wird auf deutliche Anzeichen privater Wirtschaftstätigkeit beziehungsweise das völlige Fehlen zentralisierter Tempel- und Wirtschaftsbezirke in anderen Siedlungen hingewiesen, ebenso wie auf eine klare Trennung zwischen Verwaltungsbeamten und Kultpersonen. Ein weiterer Kritikpunkt ist forschungssystematischer Natur, indem bemerkt wird, dass die bisherige Auswahl zentraler Siedlungen als bevorzugte Grabungsorte zwangsläufig zum irreführenden Eindruck zentralisierter Organisationsformen habe führen müssen.
Im pharaonischen Ägypten waren Götter- und Totentempel die entscheidenden wirtschaftlichen Redistributionszentren. Im Alten Reich und teils auch im Mittleren Reich war die wirtschaftliche und kulturelle Einigung Ägyptens mit der Rolle des Pyramidenbaus verflochten. Die königliche Residenz lag zusammen mit dem Totentempel bei der Pyramidenstadt, in welche die Güter aus allen Gauen und Provinzen zusammengeführt und umverteilt wurden. Im Neuen Reich und in der Spätzeit waren vor allem die großen Göttertempel, insbesondere in Theben und Memphis, die wirtschaftlichen Verwaltungs- und Umverteilungszentren.   
Ähnliche, wenn auch nicht als so ausgeprägt betrachtete Erscheinungsformen intensiver wirtschaftlicher Verflechtungen religiöser Zentren und der darin wirkenden Personen („Tempel“, „Priester“), beispielsweise im antiken Griechenland oder in Indien, werden gelegentlich ebenfalls mit dem Begriff der Tempelwirtschaft bezeichnet. In den historischen Bibelwissenschaften wird unter diesem Stichwort die ökonomische und fiskalische Funktion und Bedeutung des Jerusalemer Tempels in biblischer Zeit untersucht.